# خلیج گرگان
خلیج گرگان بزرگ‌ترین خلیج در دریای خزر است که بر اثر پیشروی شبه‌جزیرهٔ میانکاله در جنوب شرقی دریای خزر تشکیل شده است. خلیج گرگان میان دو استان مازندران و استان گلستان جای دارد.
خلیج گرگان در سال ۱۳۵۴ به همراه تالاب میانکاله و لپوی زاغمرز، به عنوان نخستین مجموعه تالاب بین‌المللی جهان در فهرست تالاب‌های کنوانسیون رامسر به ثبت رسید تا ثابت شود نه فقط این خلیج، بلکه نواحی اطراف آن شامل شبه جزیره میانکاله و تالاب بین‌المللی گُمیشان یک مجموعه ارزشمند زیست‌محیطی است. خلیج گرگان بخشی از پناهگاه حیات وحش میانکاله محسوب می‌شود.

## جغرافیا
خلیج گرگان در خاک ایران واقع و از غرب به شرق کشیده شده است. درازای آن تقریباً ۶۰ کیلومتر و حداکثر پهنای آن نزدیک به ۱۲ کیلومتر و وسعت خلیج گرگان حدود ۴۰۰ کیلومتر مربع (۴۰۰۰ هکتار) است. شکل خلیج گرگان سه‌گوش است و رأس آن در بخش غربی قرار گرفته است.
خلیج گرگان کم‌عمق است به‌طوری‌که با در نظر گرفتن بالاآمدگی آب، حداکثر عمق آن به ۴ متر می‌رسد و از غرب به شرق تا حوالی ضلع جنوبی آشوراده به عمق آب افزوده می‌شود. نوار باریک و دراز ماسه‌ای «میانکاله» این خلیج را از دریا جدا کرده و کف خلیج در قسمت‌های شرقی و جنوبی، پوشیده از لجن و در قسمت شمالی مخلوط با ماسه و شن است.
علت باتلاقی بودن نواحی جنوبی و غربی خلیج گرگان، حمل گل و لای به مصب رودخانه و آرام بودن آب خلیج در این منطقه است. کرانه‌های شرقی- جنوبی و غربی باتلاقی است و رودهای کوچک زیادی که از منداب‌ها و کوه‌های جنوبی این خلیج سرچشمه می‌گیرند، به آن می‌ریزند. این رودها، به استثنای قره‌سو در شرق و رود کوچک امیرآباد در غرب، از نظر صید ماهی اهمیتی ندارد. خلیج گرگان دو بندر دارد: بندر ترکمن در ساحل شرقی که در مداخل خلیج و در کنار آن قرار دارد و بندر گز نیز در ساحل جنوبی واقع شده است.

### جزیره آشوراده

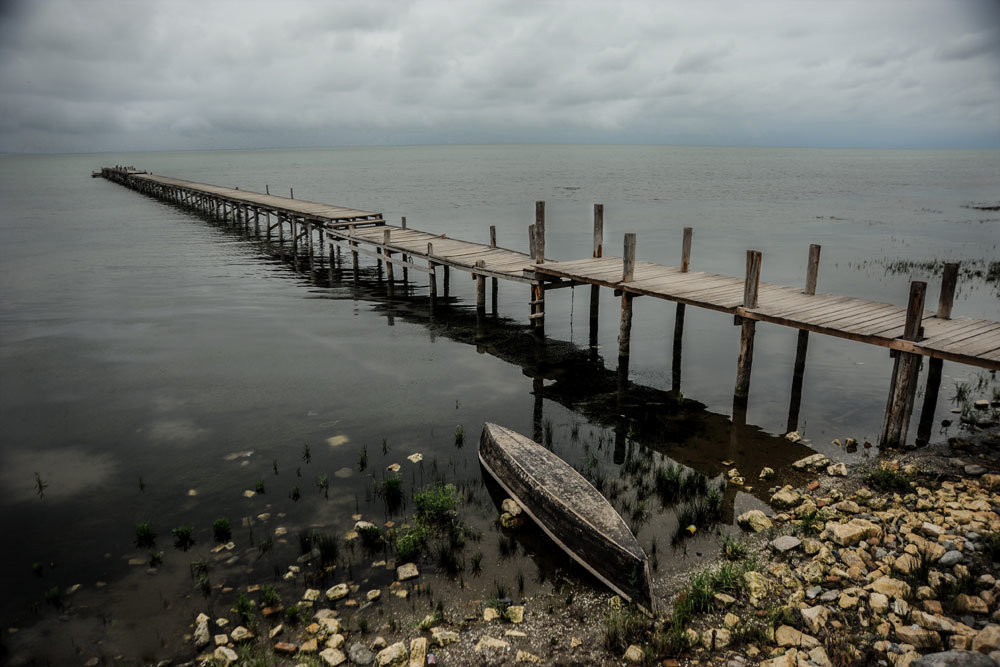
خلیج گرگان، سال ۲۰۱۶.

آشوراده در کنار جزایر آکاز و اسماعیل سای از جزایر ایرانی دریای خزر است که در یک کیلومتری اسکله بندر ترکمن واقع شده و در اثر بالا آمدن سطح آب دریا توسط کانال طبیعی خوزینی، به صورت جزیره‌ای از شبه جزیره میانکاله جدا شده است.
در هنگام تفکیک دو استان گلستان و مازندران، فقط جزیره آشوراده که بخش بسیار کوچکی در انتهای شبه جزیره میانکاله است از لحاظ تقسیمات سیاسی و جغرافیایی تابع گلستان شد لیکن اختیار زیست‌محیطی آن به مازندران (شهرستان بهشهر) واگذار شد. برخی از تاریخ‌نویسان معتقدند این جزیره همان جزیره آبسکون است که محل مرگ سلطان محمد خوارزمشاه می‌باشد.

## آبزیان
زیست‌بوم خلیج گرگان تحت تأثیر دریای خزر، رودهای مجاور و شبه جزیره میانکاله قرار گرفته است که رشد و تکثیر آبزیان، ماهیان استخوان‌دار و ماهیان غضروفی و جذب پرندگان مهاجر زمستانی نقش مهمی دارد. بدین جهت می‌توان گفت که شبه جزیره میانکاله و خلیج گرگان دو محیط زیستی و جغرافیایی جدایی‌ناپذیرند.
خلیج گرگان نه تنها دارای ماهیان باارزش غضروفی، ماهی سفید، ماهی کفال و… است، بلکه سهم قابل توجهی از خاویار مورد نیاز کشور را تأمین و یکی از بهترین نوع خاویار سیاه جهان را تولید می‌کند.
خلیج گرگان و رود قره‌سو که به آن می‌ریزد در گذشته از نظر صید ماهی کولمه حائز اهمیت بوده است. صید این ماهی تا ۱۳۴۴ رو به افزایش بود. اما از این زمان تا ۱۳۵۴ به تدریج کاهش یافت و سرانجام قطع شد. یکی از علل آن گسترش کشاورزی با احداث بندها گلی یا چوبی بر روی قره‌سو است که موجب شده تخم‌ریزی ماهی‌ها در این رودخانه نتواند گیرد.

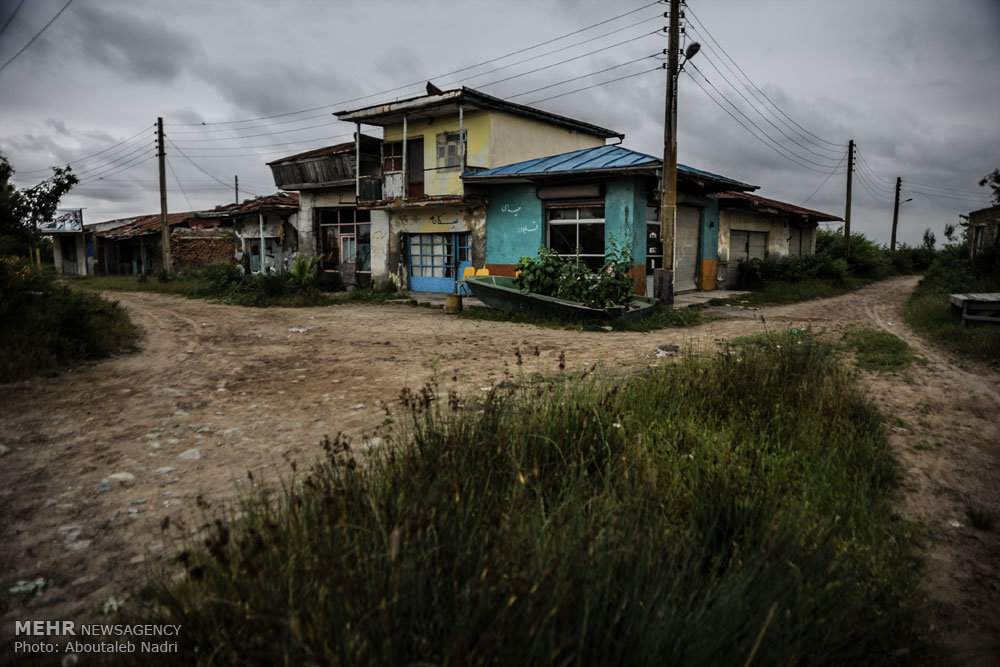
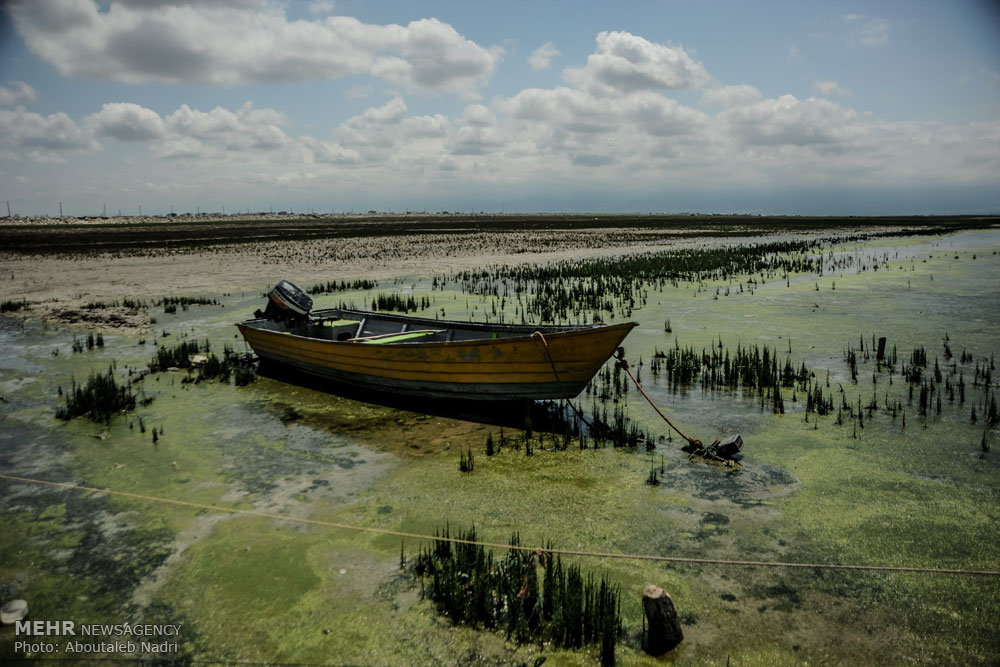
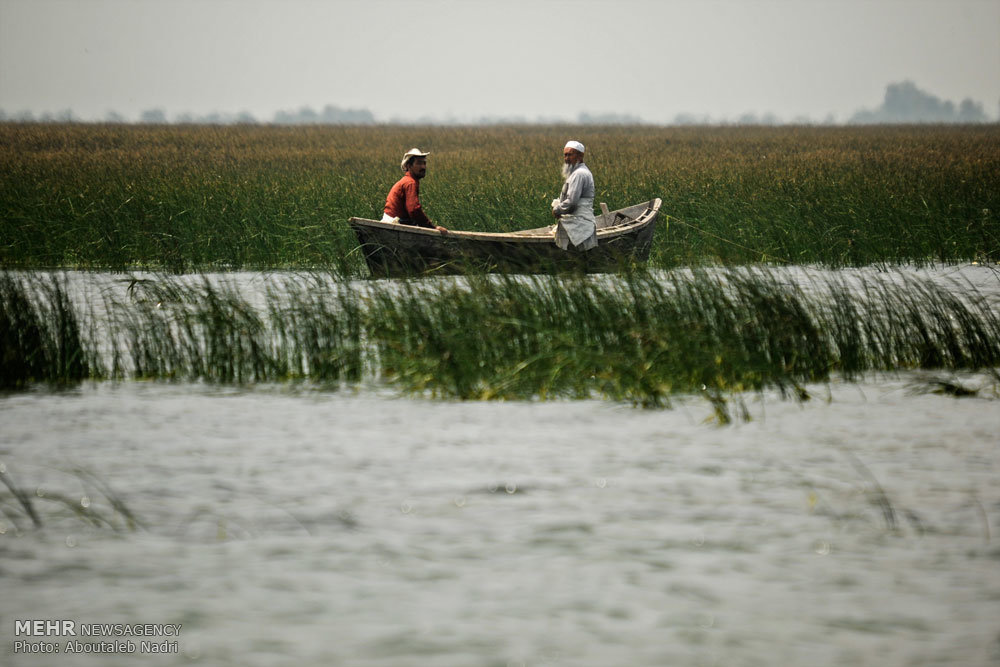

## آلودگی
بر پایه پژوهش‌ها، آب دریای خزر در خلیج گرگان برای پرورش ماهی مناسب تشخیص داده شده ولی این منطقه به هیچ وجه برای شنا مناسب نیست. حصبه، بیماری‌های روده‌ای و عفونی، هپاتیت، بیماری‌های پوستی و… سوغات شنا در این منطقه ممنوعه و آلوده است که باید مورد توجه قرار گیرد.
اگرچه خلیج گرگان و شبه جزیره میانکاله به صورت محدودهٔ زیستی حفاظت شده درآمده ولی وجود صید بی‌رویه و بی‌موقع، افزایش واردات فضولات صنعتی، دامداری و کشاورزی آسیب زیادی وارد آورده است.
توسعه صنایع در استان و توسعه دامداری در حاشیه رودخانه‌ها، موجب افزایش آلودگی میکروبی آب خلیج شده و مخاطره‌آمیز است. کارشناسان می‌گویند: عوامل میکروبی که از طریق فاضلابهای شهری و روستایی وارد این خلیج می‌شود، موجب ایجاد مخاطراتی برای سلامتی انسان است. آب خلیج گرگان از نظر بهداشتی بسیار نامطلوب بوده و کیفیت آب آن نسبت به دیگر مناطق دریای خزر در استانهای شمالی پائین است. شنا در آب خلیج گرگان به دلیل آلودگی میکروبی و احتمال انتقال بیماری‌ها از راه آب و سایر خطرات بهداشتی مرتبط به سلامت شناگران، توصیه نمی‌شود.
آب سواحل دریای خزر در خلیج گرگان از نظر باکتری‌های شاخص بیماری‌زا برای شنا در وضعیت نامطلوبی قرار داشته و احتمال خطر بیماری برای شناگران وجود دارد. فرایندهای فرسایش، انتقال رسوب و رسوب‌گذاری توسط عوامل هیدرودینامیکی نظیر امواج و نوسانات تراز دریا از یک طرف و آورد رسوب رودخانه‌ای و بادی از دیگر سو اهمیت خاصی به خلیج گرگان داده است. چهار گروه اصلی رسوبات ماسه‌ای، گلی، گل ماسه‌ای و ماسه گلی در خلیج گرگان انباشته شده است. به گفته کارشناسان، دانش انتقال بیماری‌ها بیانگر آن است که برخی بیماری‌ها مانند حصبه، هپاتیت عفونی، بیماری‌های معده‌ای و روده‌ای از طریق شنا کردن ایجاد می‌شود و باید از شنا در مکان‌های آلوده پرهیز شود.

## خشک شدن در بهار ۱۴۰۰
در بهار ۱۴۰۰، درصد بسیاری از شاخاب خشک شده و رو به نابودی می‌باشد. شاخاب گرگان زیستگاه گونه‌های آبزی بسیار نادر بوده که امروزه باید در انتظار انقراض این گونه‌ها مانند ماهی‌های خاویاری باشیم. اکنون با کم شدن ورودی آب و ورود فاضلاب شهری، شاخاب در معرض فقر غذایی و انرژی قرار گرفته است. دلایل مختلفی از جمله تغییر اقلیم، گرمایش جهانی، برداشت بی‌رویه از سفره‌های آبی، کاهش بارندگی و افزایش تبخیر برای خشک شدن شاخاب گرگان مطرح می‌شود.

#### طرح احیای خلیج گرگان
نخستین اقدام اساسی برای مقابله با این بحران، پروژه لایروبی کانال آشوراده بود که در اسفند ماه 1400 (مارس 2022) با دستور رئیس جمهور وقت آغاز شد. هدف از این پروژه، احیای اتصال هیدرولوژیکی بین خلیج گرگان و دریای خزر بود. لایروبی کانال آشوراده در کوتاه مدت نتایج مثبتی به همراه داشت. سطح آب خلیج افزایش و مساحت آن گسترش یافت، شوری آب کاهش پیدا کرد و تبادل آب با دریا تسهیل شد. همچنین گزارش‌هایی از بازگشت پرندگان مهاجر و از سرگیری تردد قایق‌ها منتشر شده است. هزینه اولیه تخمین زده شده برای لایروبی بیش از 5.2 میلیارد ریال بود، اما هزینه نهایی آن به حدود 550 میلیارد تومان و سپس 640 میلیارد تومان رسید. طول کانال لایروبی شده 11 کیلومتر با عرض متغیر و عمق طراحی شده 1.5 متر است. با وجود نتایج مثبت کوتاه مدت، کارشناسان بر این باورند که لایروبی به تنهایی راه حل نهایی نیست و برای احیای کامل خلیج، اقدامات جامع‌تری ضروری است. مهمترین راهبرد بلندمدت، طرح انتقال آب (پمپاژ) از دریای خزر است که با تأیید دولت در دست بررسی و مطالعه امکان‌سنجی قرار دارد. بودجه قابل توجه 2300 میلیارد تومان برای اجرای پروژه پمپاژ آب تصویب شده و انتظار می‌رود در سال 1404 (2025) آغاز شود. دولت جمهوری اسلامی ایران سرمایه‌گذاری مالی قابل توجهی در این پروژه احیا انجام داده و بودجه‌های تخصیص یافته به مرور زمان افزایش یافته است. علاوه بر سازمان‌های دولتی، مشارکت سازمان‌های مردم‌نهاد و نهادهای بین‌المللی نیز محتمل است.

## نگارخانه

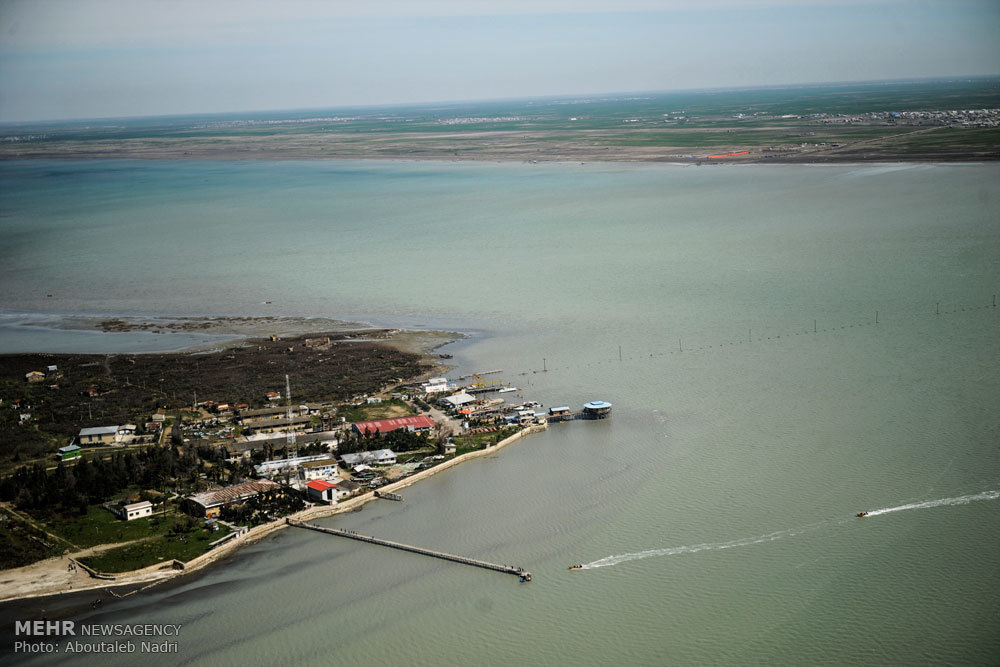
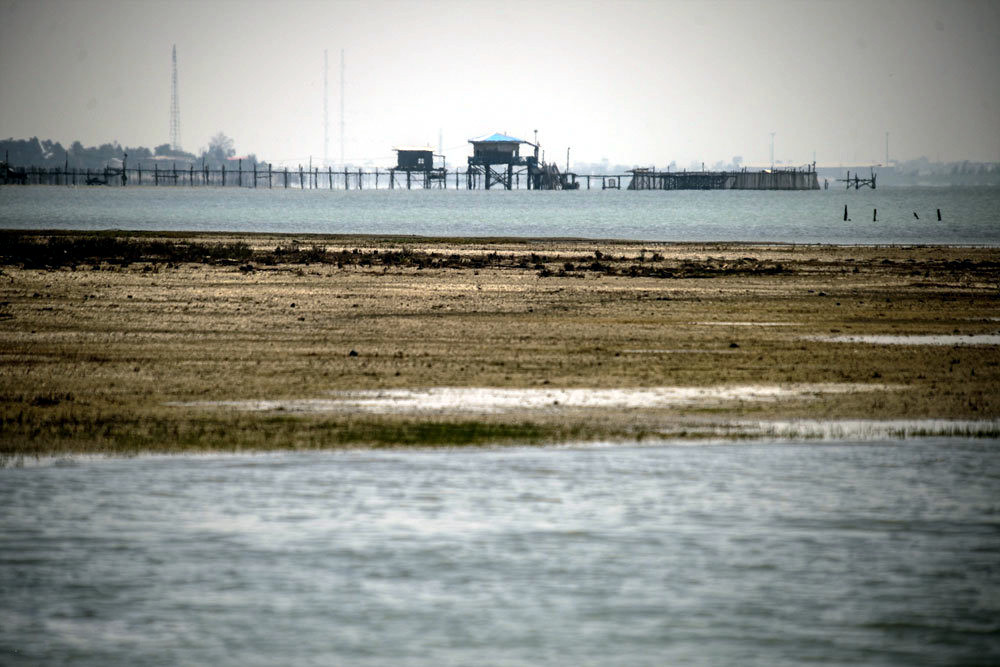
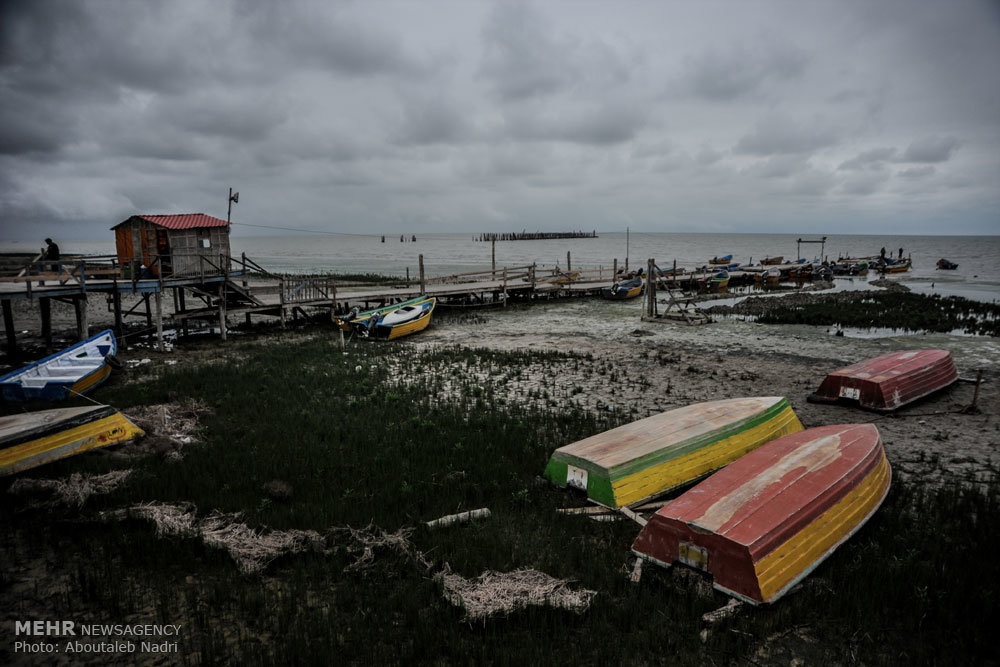
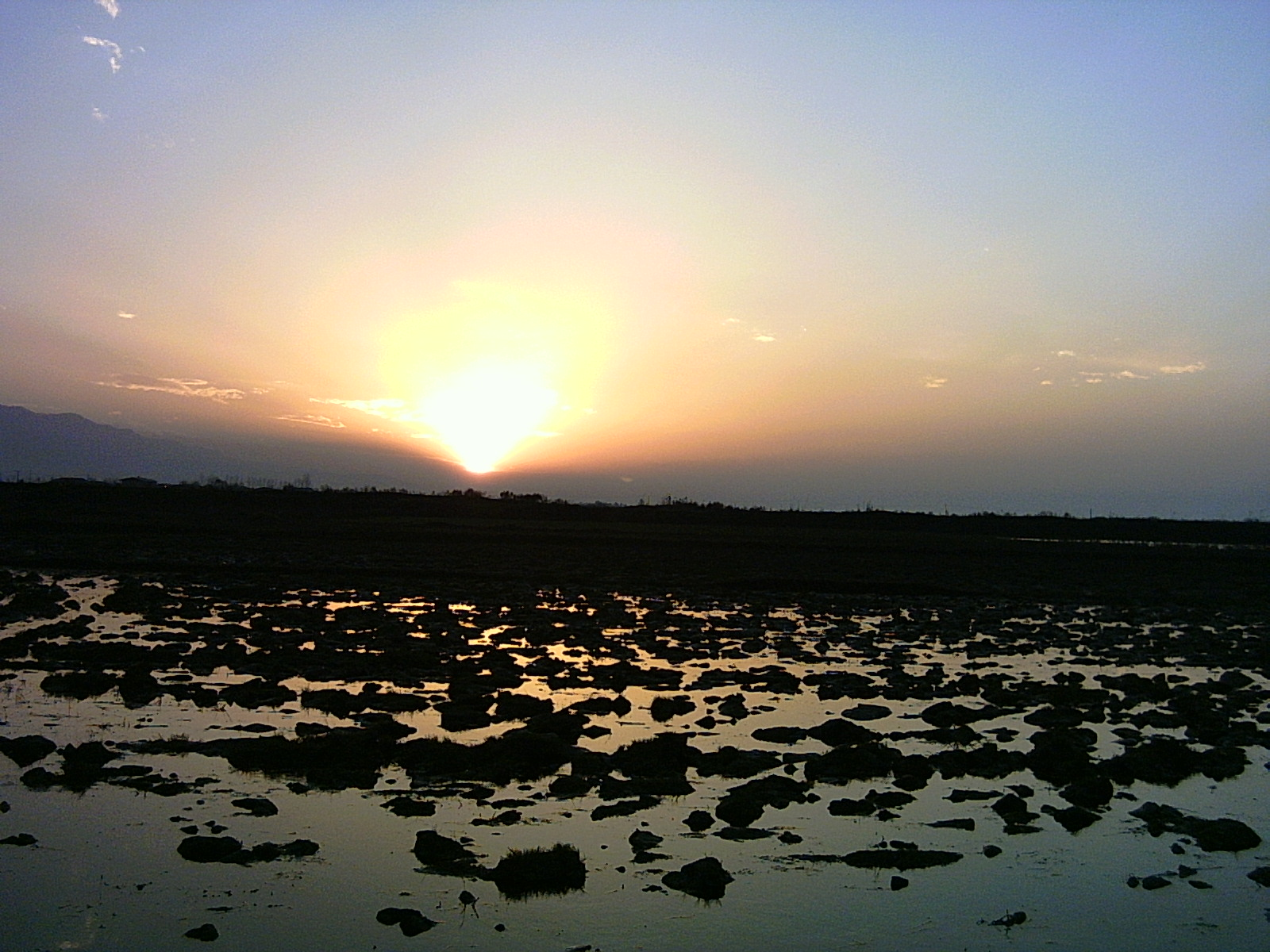
میانکاله
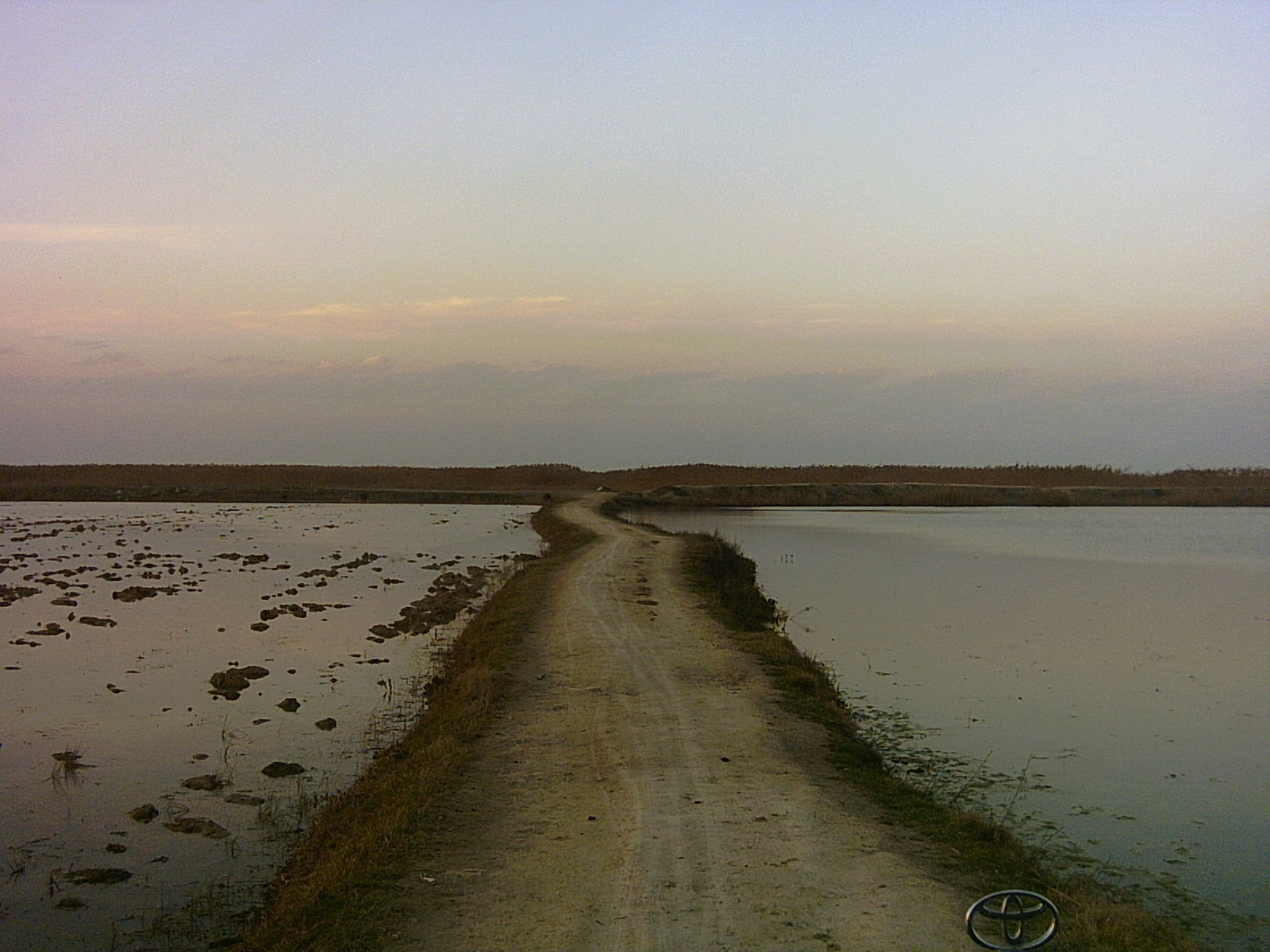
میانکاله